# 京都大学大学院総合生存学館
京都大学大学院総合生存学館（きょうとだいがくだいがくいんそうごうせいぞんがっかん、GSAIS: Graduate School of Advanced Integrated Studies in Human Survivability）、別名：京都大学思修館（ししゅうかん）は、京都大学に設置される大学院の一つである。
2013年に設置された同大学18番目の大学院であり、グローバル人材の育成を目指す5年一貫制の博士課程大学院。人文学、自然科学、社会科学、情報科学などの個別専門分野を統合、俯瞰する集合知を総合生存学 (Advanced Integrated Studies in Human Survivability) と定義し、文理の壁を超え人間および産業・社会システムの生存と未来を開拓する学問の創出を目指している。また、グローバルで複合的な課題に対し、従来のアカデミックな研究と社会から求められている実務家の業務の中間に位置する文理融合型アプローチで取り組むとしている。

## 沿革
- 2011年11月 博士課程教育リーディングプログラム採択[4]
- 2012年10月 プログラム一期生採用
- 2013年4月 大学院総合生存学館設置
  - 所在地の京都市左京区吉田中阿達町1はかつて京都市左京区役所が置かれていた場所である。
- 2015年5月 社会人のためのエグゼクティブ教育プログラムKUELPs (Kyoto University Executive Leadership Program) 開講
- 2020年10月 総合生存学館ソーシャルイノベーションセンター発足[5]

## 組織

### 複合型研究会
- 宇宙・地球環境災害研究会（旧称：環境災害研究会）
- ネットワーク社会研究会
- マインドフルリビング研究会（旧称：生の哲学研究会）
- 持続可能な経済研究会
- 国際開発研究会
- 資源・エネルギー政策研究会
- 未来智慧研究会（旧称：人工智慧研究会）
- グローバルコモディティ問題研究会
- 国際政治経済研究会
- グリーンケミストリー＆サーキュラーエコノミー研究会
- グローバルヘルスデザイン研究会

### 共同講座
- 凸版印刷アートイノベーション産学共同講座[6]（2022年4月終了）
- SDGs達成に向けた地球社会レジリエンス共同講座[7]（2023年4月終了）

## 教員
- 学館長：村上章
- 専任教授：池田裕一、齋藤敬、長山浩章、山敷庸亮、ディミター・ヤルナゾフ
- 特定教授：牧野耕司、土井隆雄
- 専任准教授：金村宗、関山健、趙亮、マルク＝アンリ・デロッシュ、水本憲治
- 特定准教授：篠原雅武
- 特定助教：CHAKRABORTY, Abhijit

## 熟議担当教員
- 小西雅子 - （公財）世界自然保護基金（WWF）ジャパン　専門ディレクター（環境・エネルギー）
- 近藤哲生 - 京都大学大学院、東京大学大学院及び上智大学大学院非常勤講師
- 芹澤ゆう - 株式会社フォルマ 代表取締役社長
- 千玄室 - 裏千家　15代・前家元
- 高橋礼一郎 - 外務省参与
- 田中伸男 - タナカグローバル株式会社　CEO
- 中村和男 - シミックホールディングス株式会社　代表取締役会長CEO
- 前川篤 - 株式会社シグマクシス　シニアフェロー
- 森雅彦 - DMG森精機株式会社　代表取締役社長
- 渡部一文 - SOMPOホールディングス株式会社　グループCXO*　執行役常務
- 渡邊奈々 - 一般社団法人アショカ・ジャパン　創設者・代表理事
- 山崎直子 - 宇宙飛行士
- 山本康正 - 京都エンジェルファンド株式会社　代表取締役社長
- 吉川絵美 - Ripple, Inc. Vice President of Strategy & Operations